# Matthew Pottinger

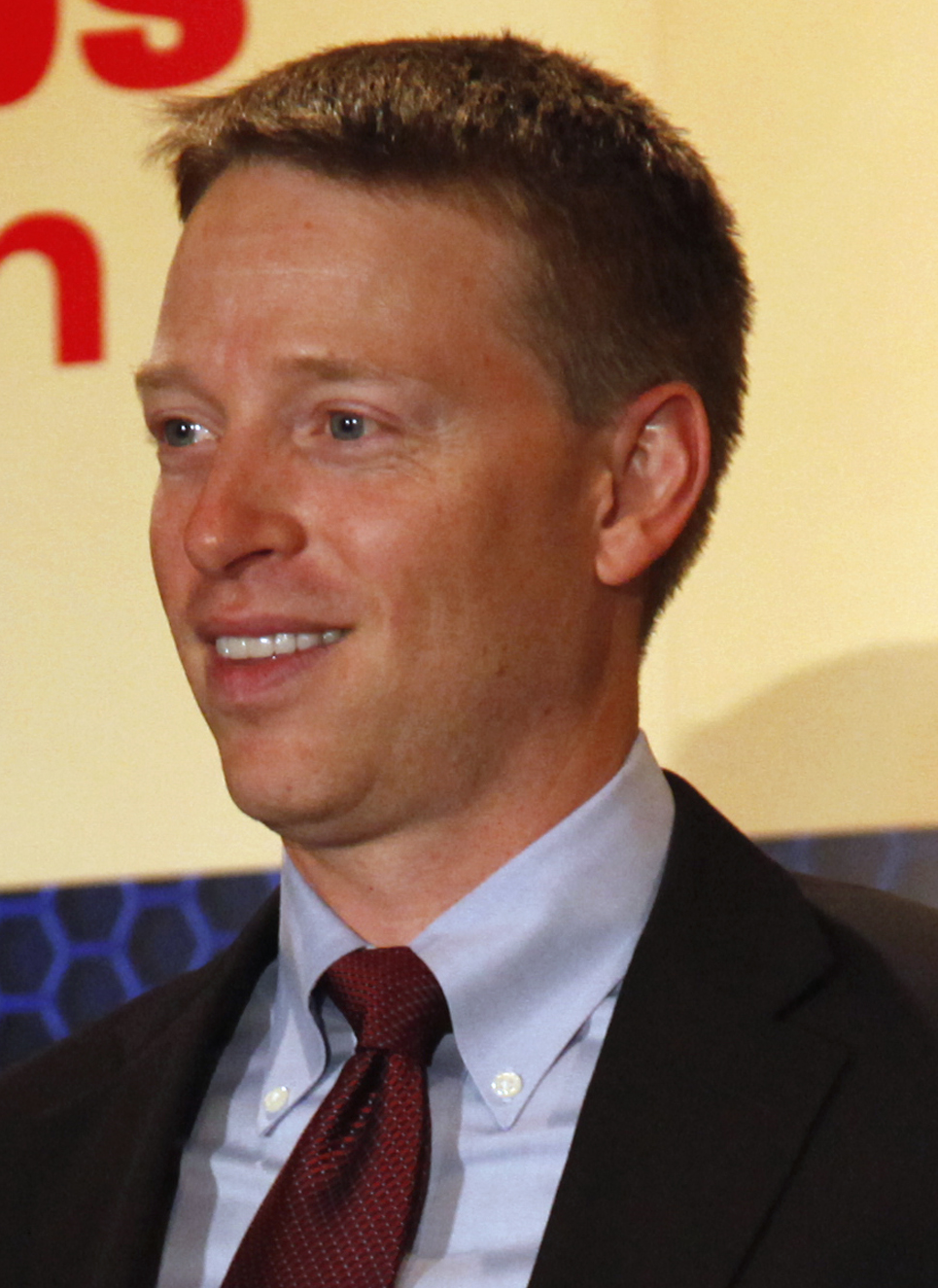
Matthew Pottinger

Matthew Forbes Pottinger (1973) is een Amerikaanse oud-journalist en oud-officier in het Amerikaanse Korps Mariniers die van 22 september 2019 tot 7 januari 2021 plaatsvervangend nationaal veiligheidsadviseur van de Verenigde Staten was.  Eerder was hij vanaf 2017 directeur Azië bij de Nationale Veiligheidsraad.  Pottinger werkte aan de ontwikkeling van het beleid van de regering-Trump ten aanzien van China.
Pottinger diende zijn ontslag in in de namiddag van 6 januari 2021, als reactie op de bestorming van het Amerikaanse Capitool van 2021. Hij verliet het Witte Huis de volgende ochtend. Zijn ambtstermijn als plaatsvervangend nationaal veiligheidsofficier was ongebruikelijk lang voor senior medewerkers die onder president Trump dienden, aangezien diens regering werd gekenmerkt door een groot verloop.
Pottinger is voorzitter van het China-programma bij de Foundation for Defense of Democracies (FDD).
- Gemeinsame Normdatei: 1243529342
- Library of Congress Control Number: no2010000836
- Virtual International Authority File: 106838514
- WorldCat: E39PBJkdjc9QXW7T3G7wbGJJjC